# Africa Cup 2011
Africa Cup 2011 (in inglese 2011 Africa Cup; in francese Coupe d'Afrique 2011) fu l'11º campionato africano di rugby a 15 organizzato dalla Confédération africaine de rugby.
Ad aggiudicarsi l'edizione del torneo fu il Kenya, alla sua prima affermazione continentale, che superò la Tunisia per 16 a 7 nell'incontro di finale di divisione 1.A disputato al Rugby Football Union of East Africa Ground di Nairobi.

## Squadre partecipanti
| Divisione 1.A | Divisione 1.B  | Divisione 1.C | Divisione 1.D | Divisione 2  | Divisione 2  |
| Divisione 1.A | Divisione 1.B  | Divisione 1.C | Divisione 1.D | Nord         | Sud          |
| ------------- | -------------- | ------------- | ------------- | ------------ | ------------ |
| Kenya         | Costa d'Avorio | Botswana      | Mauritius     | Benin        | Burundi      |
| Marocco       | Madagascar     | Camerun       | Nigeria       | Burkina Faso | RD del Congo |
| Namibia       | Uganda         | Senegal       | eSwatini      | Ghana        | La Riunione  |
| Tunisia       | Zimbabwe       | Zambia        | Tanzania      | Mali         | Ruanda       |
|               |                |               |               | Mali A       |              |
|               |                |               |               | Niger        |              |
|               |                |               |               | Ciad         |              |
|               |                |               |               | Togo         |              |

## Formula
La Coppa fu articolata in due divisioni. La 1ª divisione, a sua volta suddivisa in quattro livelli distinti (divisione 1.A, divisione 1.B, divisione 1.C e divisione 1.D) con meccanismi di promozione e retrocessione tra essi, e la 2ª divisione diversificata per zone geografiche (nord e sud), mentre una 3ª divisione fu predisposta ma non disputata:
- divisione 1.A con sede al R.F.U.E.A. Ground di Nairobi;
- divisione 1.B con sede al Kyadondo Rugby Club di Kampala;
- divisione 1.C con sede allo stadio Ahmadou Ahidjo di Yaoundé;
- divisione 1.D con sede in Tanzania;
- divisione 2 Nord con sede allo stadio Ouezzin Coulibaly di Bamako;
- divisione 2 Sud con sede allo stadio Amahoro di Kigali.

Alla 1ª divisione presero parte 16 squadre, quattro per ogni livello meritocratico in base al piazzamento IRB. La formula predisposta per ogni livello fu quella del torneo ad eliminazione diretta con semifinali e finali per 1º e 3º posto, che avrebbero decretato una formazione vincitrice, promossa alla divisione superiore, ed una quarta classificata, retrocessa a quella inferiore. La finale per il 1º posto della divisione 1.A avrebbe assegnato il titolo di campione d'Africa; per questo motivo, soltanto le quattro squadre partecipanti a tale divisione avrebbero potuto concorrere realmente alla vittoria della Coppa.
Tuttavia, la formula del torneo ad eliminazione diretta fu applicabile soltanto all'interno della divisione 1.C a causa di numerosi ritiri: Marocco e Namibia nella divisione 1.A, la Costa d'Avorio nella divisione 1.B e eSwatini e Tanzania nella divisione 1.D.
Nella divisione 1.A venne disputato soltanto un incontro di finale tra Kenya e Tunisia per l'assegnazione del titolo; analogo destino per la divisione 1.D che vide annullato il torneo in programma in Tanzania per una finale con sede a Johannesburg; mentre la formula della divisione 1.B, con tre contendenti rimaste, fu ripensata in un girone all'italiana in gare uniche con una classifica finale.
Alla 2ª divisione presero parte 12 squadre: 8 nella zona nord e 4 nella zona sud. In entrambi i casi venne adottato il sistema del torneo ad eliminazione diretta. Nella divisione 2 Nord furono predisposti quarti di finale con semifinali per 1º-3º posto e semifinali per 5º-7º posto e relative finali dalla 1ª alla 7ª piazza; invece, nella divisione 2 Sud, causa il ritiro di RD del Congo e La Riunione, fu disputato un incontro di finale fra Burundi e Ruanda.

## Divisione 1.A

### Finale
| Arbitro: | Gabriel Masenda |

|                    |      |              |
| Mose 54’           | mt   | 6’ Ben Yahya |
| Mose 55’           | tr   | 6’ Barhoumi  |
| Mose 10’, 38’, 70’ | c.p. |              |

- Kenya campione d’Africa
- Marocco e Namibia retrocesse in divisione 1.B

## Divisione 1.B
| Arbitro: | Godwin Karuga |

|                           |      |                                            |
| Kimono 27’, 30’ Ochwo 78’ | mt   | 7’ Nemadire 74’ Mutamangira 49’ Nechironga |
|                           | tr   | 47’, 49’ Makwanya                          |
|                           | c.p. | 39’ Makwanya                               |
|                           | drop | 73’ Makwanya                               |

| Arbitro: | Jacky Hussleman |

| |    |  |
| Kambasha 16’ Hondo 31’ Machanjaira 42’ Mukondiwa 64’ Nechironga 67’, 76’ Mpofu 70’ Ndlovu 73’ Makombe 79’ | mt |  |
| Makwanya 32’, 80’                                                                                         | tr |  |

| Arbitro: | Godwin Karuga |

|                                                                                               |      |                                                 |
| Adigasi 4’ Seguya 6’, 11’, 40’ Kiiza 13’ Onen 21’ Ogwete 30’ Kimono 32’ Oluoch 66’ Ogwete 74’ | mt   | 27’ Rakotoarivelo 58’, 80’ Rebearilala Toussain |
| Kiiza 5’, 11’, 14’, 40’                                                                       | tr   | 28’, 58’, 80’ Rakotoarimanana                   |
|                                                                                               | c.p. | 43’, 54’, 75’ Rakotoarimanana                   |

### Classifica
|  | Squadra    | G | V | N | P | P+ | P-  | diff. | PT |
|  | ---------- | - | - | - | - | -- | --- | ----- | -- |
|  | Zimbabwe   | 2 | 2 | 0 | 0 | 74 | 15  | +59   | 4  |
|  | Uganda     | 2 | 1 | 0 | 1 | 73 | 55  | +18   | 2  |
|  | Madagascar | 2 | 0 | 0 | 2 | 30 | 107 | -77   | 0  |

- Costa d'Avorio retrocessa in divisione 1.C

## Divisione 1.C
|  | Semifinali | Semifinali | Semifinali |         |         | Finale          | Finale          | Finale          |  |
|  |            |            |            |         |         |                 |                 |                 |  |
|  | Botswana   | Botswana   | 12         |         |         |                 |                 |                 |  |
|  | Botswana   | Botswana   | 12         |         |         |                 |                 |                 |  |
|  | Senegal    | Senegal    | 30         |         |         |                 |                 |                 |  |
|  | Senegal    | Senegal    | 30         |         | Camerun | Camerun         | 6               |                 |  |
|  |            |            |            |         | Camerun | Camerun         | 6               |                 |  |
|  |            |            | Senegal    | Senegal | 15      |                 |                 |                 |  |
|  | Camerun    | Camerun    | Senegal    | Senegal | 15      | 12              |                 |                 |  |
|  | Camerun    | Camerun    |            |         |         | 12              |                 |                 |  |
|  | Zambia     | Zambia     | 10         |         |         | Finale 3º posto | Finale 3º posto | Finale 3º posto |  |
|  | Zambia     | Zambia     | 10         |         |         |                 |                 |                 |  |
|  |            |            |            |         |         |                 |                 |                 |  |
|  |            |            |            |         |         | Botswana        | Botswana        | 12              |  |
|  |            |            |            |         |         | Botswana        | Botswana        | 12              |  |
|  |            |            |            |         |         | Zambia          | Zambia          | 17              |  |

### Semifinali
| Arbitro: | Hamda Boukid |

|                    |      |                                   |
|                    | mt   | 2’, 20’ Diarra 13’ 33’ Courtinard |
|                    | tr   | 3’, 21’ Boyer                     |
| 25’, 40’, 55’, 65’ | c.p. | 38’, 75’ Boyer                    |

| Arbitro: | Hassan Tirari |

|                               |      |              |
| N’Nomo 17’ Tchale-Watchou 30’ | mt   | 73’ Mulenga  |
| Tadewamba 31’                 | tr   | 74’ Mukwamba |
|                               | c.p. | 22’ Mucenga  |

### Finale 3º posto
| Arbitro: | Ignace Ndri Khan |

|                    |      |                        |
|                    | mt   | 2’ Mukwamba 21’ Chibwe |
|                    | tr   | 3’, 22’ Mucenga        |
| 11’, 25’, 46’, 64’ | c.p. | 66’ Mucenga            |

### Finale
| Arbitro: | Heikel Bahroun |

|                        |      |                           |
| Louvat 12’ Heriart 75’ | c.p. | 29’, 53’, 63’, 78’ Sargos |
|                        | drop | 69’ Sargos                |

- Senegal promosso in divisione 1.B
- Botswana retrocesso in divisione 1.D

## Divisione 1.D

### Finale
| Arbitro: | Jaco Peyper |

|                       |      |                                                          |
| Samson 34’ Lasisi 78’ | mt   | 7’ Montocchio 14’ Lagesse 44’, 57’ Couve 53’ Bax 65’ Rey |
| Samson 34’            | tr   | 7’, 54’, 58’, 65’ Boullé                                 |
|                       | c.p. | 38’ Boullé                                               |

- Mauritius promosse in divisione 1.C

## Divisione 2 Nord
|  | Quarti di finale  | Quarti di finale  | Quarti di finale  |                   |                   | Semifinali        | Semifinali        | Semifinali        |                   |                   | Finale            | Finale            | Finale            |                   |                   |
|  |                   |                   |                   |                   |                   |                   |                   |                   |                   |                   |                   |                   |                   |                   |                   |
|  | 23 luglio, Bamako |                   |                   |                   |                   |                   |                   |                   |                   |                   |                   |                   |                   |                   |                   |
|  |                   | Niger             | 30                |                   |                   |                   |                   |                   |                   |                   |                   |                   |                   |                   |                   |
|  |                   | Mali A            | 3                 |                   |                   | 27 luglio, Bamako | 27 luglio, Bamako | 27 luglio, Bamako | 27 luglio, Bamako | 27 luglio, Bamako |                   |                   |                   |                   |                   |
|  |                   |                   |                   |                   |                   | Niger             | 12                |                   |                   |                   |                   |                   |                   |                   |                   |
|  | 24 luglio, Bamako | 24 luglio, Bamako | 24 luglio, Bamako | 24 luglio, Bamako |                   |                   | Burkina Faso      | 5                 |                   |                   |                   |                   |                   |                   |                   |
|  |                   | Burkina Faso      | 11                |                   |                   |                   |                   |                   |                   |                   |                   |                   |                   |                   |                   |
|  |                   | Togo              | 6                 |                   |                   |                   |                   |                   |                   |                   | 30 luglio, Bamako | 30 luglio, Bamako | 30 luglio, Bamako | 30 luglio, Bamako | 30 luglio, Bamako |
|  |                   |                   |                   |                   |                   |                   |                   |                   |                   |                   |                   | Niger             | 3                 |                   |                   |
|  | 23 luglio, Bamako | 23 luglio, Bamako | 23 luglio, Bamako | 23 luglio, Bamako | 23 luglio, Bamako |                   |                   |                   |                   |                   |                   | Mali              | 13                |                   |                   |
|  |                   | Mali              | 32                |                   |                   |                   |                   |                   |                   |                   |                   |                   |                   |                   |                   |
|  |                   | Ciad              | 3                 |                   |                   | 27 luglio, Bamako | 27 luglio, Bamako | 27 luglio, Bamako | 27 luglio, Bamako | 27 luglio, Bamako |                   | Finale 3º posto   | Finale 3º posto   | Finale 3º posto   |                   |
|  |                   |                   |                   |                   |                   | Mali              | 28                |                   | 30 luglio, Bamako | 30 luglio, Bamako | 30 luglio, Bamako | 30 luglio, Bamako | 30 luglio, Bamako |                   |                   |
|  | 24 luglio, Bamako | 24 luglio, Bamako | 24 luglio, Bamako | 24 luglio, Bamako |                   |                   | Ghana             | 3                 |                   |                   |                   | Burkina Faso      | 15                |                   |                   |
|  |                   | Ghana             | 16                |                   |                   |                   |                   |                   |                   |                   | Ghana             | 3                 |                   |                   |                   |
|  |                   | Benin             | 7                 |                   |                   |                   |                   |                   |                   |                   |                   |                   |                   |                   |                   |

### Quarti di finale
| Bamako 23 luglio 2011, ore 15 UTC+0 | Niger         | 30 – 3 referto | Mali A | Stadio Ouezzin Coulibaly\| Arbitro: \| Cheick Diallo \| |
| Arbitro:                            | Cheick Diallo |                |        |                                                         |

| Bamako 23 luglio 2011, ore 17 UTC+0 | Mali | 32 – 3 referto | Ciad | Stadio Ouezzin Coulibaly |

| Bamako 24 luglio 2011, ore 15:30 UTC+0 | Ghana | 16 – 7 referto | Benin | Stadio Ouezzin Coulibaly |

| Bamako 24 luglio 2011, ore 17:30 UTC+0 | Burkina Faso | 11 – 6 referto | Togo | Stadio Ouezzin Coulibaly |

### Play-off 5º posto
|  | Semifinali | Semifinali | Semifinali |       |        | Finale 5º posto | Finale 5º posto | Finale 5º posto |  |
|  |            |            |            |       |        |                 |                 |                 |  |
|  | Mali A     | Mali A     | 14         |       |        |                 |                 |                 |  |
|  | Mali A     | Mali A     | 14         |       |        |                 |                 |                 |  |
|  | Togo       | Togo       | 10         |       |        |                 |                 |                 |  |
|  | Togo       | Togo       | 10         |       | Mali A | Mali A          | 3               |                 |  |
|  |            |            |            |       | Mali A | Mali A          | 3               |                 |  |
|  |            |            | Benin      | Benin | 0      |                 |                 |                 |  |
|  | Ciad       | Ciad       | Benin      | Benin | 0      | 11              |                 |                 |  |
|  | Ciad       | Ciad       |            |       |        | 11              |                 |                 |  |
|  | Benin      | Benin      | 16         |       |        | Finale 7º posto | Finale 7º posto | Finale 7º posto |  |
|  | Benin      | Benin      | 16         |       |        |                 |                 |                 |  |
|  |            |            |            |       |        |                 |                 |                 |  |
|  |            |            |            |       |        | Togo            | Togo            | 0               |  |
|  |            |            |            |       |        | Togo            | Togo            | 0               |  |
|  |            |            |            |       |        | Ciad            | Ciad            | 13              |  |

#### Semifinali 5º posto
| Bamako 26 luglio 2011, ore 15 UTC+0 | Mali A | 14 – 10 referto | Togo | Stadio Ouezzin Coulibaly |

| Bamako 26 luglio 2011, ore 17 UTC+0 | Ciad          | 11 – 16 referto | Benin | Stadio Ouezzin Coulibaly\| Arbitro: \| Cheick Diallo \| |
| Arbitro:                            | Cheick Diallo |                 |       |                                                         |

#### Finale 7º posto
| Bamako 30 luglio 2011, ore 8 UTC+0 | Togo          | 0 – 13 referto | Ciad | Stadio Ouezzin Coulibaly\| Arbitro: \| Cheick Diallo \| |
| Arbitro:                           | Cheick Diallo |                |      |                                                         |

#### Finale 5º posto
| Bamako 30 luglio 2011, ore 10 UTC+0 | Mali A | 3 – 0 referto | Benin | Stadio Ouezzin Coulibaly |

### Play-off

#### Semifinali
| Bamako 27 luglio 2011, ore 15 UTC+0 | Niger | 12 – 5 referto | Burkina Faso | Stadio Ouezzin Coulibaly |

| Bamako 27 luglio 2011, ore 17 UTC+0 | Mali | 28 – 3 referto | Ghana | Stadio Ouezzin Coulibaly |

#### Finale 3º posto
| Bamako 30 luglio 2011, ore 15:30 UTC+0 | Burkina Faso | 15 – 3 referto | Ghana | Stadio Ouezzin Coulibaly |

#### Finale
| Bamako 30 luglio 2011, ore 17:15 UTC+0 | Nigeria | 3 – 13 referto | Mali | Stadio Ouezzin Coulibaly |

- Mali vincitore della Divisione 2 Nord

## Divisione 2 Sud

### Finale
| Kigali 14 ottobre 2011                                    | Ruanda | 28 – 3 referto | Burundi | Stadio Amahoro |
| Makombe Kamali Nikwigize mt Makmot tr Makmot (2) c.p. (1) |        |                |         |                |
|                                                           |        |                |         |                |
| Makombe Kamali Nikwigize                                  | mt     |                |         |                |
| Makmot                                                    | tr     |                |         |                |
| Makmot (2)                                                | c.p.   | (1)            |         |                |

- Ruanda vincitore della Divisione 2 Sud